# Michal Obrusník
Michal Obrusník (* asi 1965) je český úředník a politik, v letech 2002 až 2006 a opět od roku 2018 zastupitel a od téhož roku navíc starosta Konice, od roku 2020 zastupitel Olomouckého kraje.

## Život
Narodil se zřejmě v roce 1965. Má inženýrský titul (v roce 2020 se uvádí jako strojní inženýr). K roku 2002 se uvádí jako vedoucí oddělení Katastrálního úřadu, k roku 2018 jako úředník.

### Politické působení
V komunálních volbách v roce 2002 byl zvolen zastupitelem Konice jako lídr kandidátní listiny subjektu Sdružení US-DEU, NK- Šance pro město, sám kandidoval jako člen US-DEU. V komunální politice se poté angažoval opět až v roce 2018, kdy byl v obecních volbách z pozice lídra kandidátní listiny STAN opět zvolen zastupitelem města, tentokrát jako nestraník. Poté byl navíc zvolen starostou města. V krajských volbách v roce 2020 byl navíc zvolen zastupitelem Olomouckého kraje, když kandidoval již jako člen hnutí STAN na 10. místě kandidátní listiny koalice Piráti a Starostové.
Dne 14. února 2022 byl Obrusník jmenován neuvolněným členem rady Olomouckého kraje poté, co funkci opustil Radim Sršeň, který se o měsíc dříve stal náměstkem ministra pro místní rozvoj Ivana Bartoše. V komunálních volbách v roce 2022 Obrusník obhájil funkci zastupitele města jako lídr kandidátní listiny STAN (tentokrát však opět jako nestraník). O měsíc později obhájil i pozici starosty města. V krajských volbách v roce 2024 obhájil Obrusník mandát krajského zastupitele Olomouckého kraje když, tentokrát již opět jako člen hnutí, kandidoval na 3. místě kandidátní listiny STAN. Vzhledem k tomu, že novou radu utvořili zástupci hnutí ANO a SPD, však v říjnu 2024 Obrusník skončil ve funkci krajského radního.